# Thomomys bottae simulus
Thomomys bottae simulus is een knaagdier dat voorkomt in zuidwestelijk Noord-Amerika. Dit dier is een ondersoort van de valleigoffer (Thomomys bottae). Hij is oorspronkelijk beschreven door Nelson & Goldman (1934). De typelocatie, de plaats waar het exemplaar vandaan komt op basis waarvan de ondersoort oorspronkelijk is beschreven, ligt in zuidelijk Sonora (Mexico). Deze ondersoort heeft 74 chromosomen.